# Chalais (Dordogna)
Chalais (fino al 2009 Chaleix) è un comune francese di 465 abitanti situato nel dipartimento della Dordogna nella regione della Nuova Aquitania.

## Società

### Evoluzione demografica
Abitanti censiti